# モングッツォ
モングッツォ（伊: Monguzzo）は、イタリア共和国ロンバルディア州コモ県にある、人口約2,400人の基礎自治体（コムーネ）。

## 地理

### 位置・広がり
コモ県のコムーネ。県都コモから東南東へ12kmの距離にある。

#### 隣接コムーネ
隣接するコムーネは以下の通り。
- アルバヴィッラ
- アルセーリオ
- アンツァーノ・デル・パルコ
- エルバ
- ルラーゴ・デルバ
- メローネ

### 地震分類
イタリアの地震リスク階級 (it) では、4 に分類される
。

## 行政

### 分離集落
モングッツォには、以下の分離集落（フラツィオーネ）がある。
- Nobile, Bassetto e Fornace, Cascina Bindella, Cascina Enrichetta, Cascina Nuova, Cascina S. Biagio, Cascina Solferino, Poggio Castello, Poggio Cavolto, Sceria